# Raparna thanatopis
Raparna thanatopis är en fjärilsart som beskrevs av Oswald Beltram Lower. Raparna thanatopis ingår i släktet Raparna och familjen nattflyn. Inga underarter finns listade.